# Rolande Faucher
Pour les articles homonymes, voir Faucher.
Rolande Faucher est une auteure et militante canadienne. Elle a œuvré auprès de groupes communautaires ainsi qu’auprès de ministères provinciaux et fédéraux. Pendant sept ans, elle a été la recherchiste attitrée du Comité des langues officielles du Parlement canadien à Ottawa. Pendant trois ans, elle a présidé le Conseil de l’éducation et de la formation franco-ontarienne à Toronto, un conseil aviseur au ministre de l’Éducation.  
Activiste reconnue de la région, elle a présidé le Mouvement d’implication d’Orléans, créateur du centre culturel du milieu ; elle a aussi présidé l’Association canadienne française de l’Ontario (ACFO), le Studio des jeunes d’Orléans et le Centre de théâtre francophone d’Ottawa, La nouvelle scène. Elle siège présentement au Comité consultatif des affaires francophones de la ministre Madeleine Meilleur. 
Rolande Faucher a reçu plusieurs prix et reconnaissances dont le prix Albert Régimbald remis par l’Association des centres culturels de l’Ontario (ACCO), l’Ordre du mérite de l’Association des juristes d’expression française de l’Ontario (AJEFO) et le grade de Chevalier de l’ordre de la Pléiade remis par l’Assemblée parlementaire de la Francophonie (APF).
En 2008, elle a publié la biographie Jean-Robert Gauthier. Convaincre... sans révolution et sans haine, ouvrage pour lequel elle a remporté le prix Champlain.

## Publication
- Jean-Robert Gauthier. Convaincre... sans révolution et sans haine, Sudbury, éditions Prise de parole, 2008  (ISBN 978-2-89423-225-5) [lire en ligne], finalistes au Prix du livre d'Ottawa dans la catégorie non-fiction.